# Profession du père
Profession du père és una novel·la del periodista i escriptor francès Sorj Chalandon (Tunis, 16 de maig de 1952), publicada l'any 2015. Traduïda al català com a Professió del pare per Josep Alemany amb Edicions de 1984 (2017).

## Trama
La història comença als anys 60 i arriba fins a l'actualitat. Al principi de l'obra el protagonista, Émile, té 12 anys i viu amb els seus pares en una ciutat no especificada de províncies, a França. Veu al pare com un heroi. Ha sigut campió de judo, futbolista, paracaigudista, espia, i fins i tot va tenir relacions assessorant el General De Gaulle. Émile rep finançament secret d'un espia americà, amic del seu pare, que ha anat a França per temes de la guerra franco argelina.